# Дендропарк имени лесовода Георгия Рутто
Дендропарк имени лесовода Георгия Рутто — особо охраняемая природная территория, дендропарк в микрорайоне Зелёная роща города Уфы. Находится рядом с Уфимским лимонарием, санаторием «Зелёная роща» и микрорайоном Радио.

## История
Был заложен в 1950 году лесоводом Георгием Михайловичем Рутто как дендрарий Паркового лесничества Уфимского горлесхоза. Общая площадь дендропарка составляет 7 га, из которых 1 га занят дубравой, остальные — лиственничной, сосновой, берёзовой, липовой и кленовой посадками. Также там были посажены акации (робинии), привезённые Рутто из Беларуси.
В центре дендропарка находится основной дендрарий, от которого расходятся дорожки, вдоль которых посажены шиповник, рябина, жимолость. Перед главным входом растут два высоких дуба, каждый диаметром более одного метра и возрастом более трёхсот лет. Также перед главным входом установлена стела «Парк лесовода Г. Рутто», вырезанная из цельного ствола дерева.
Осенью 1989 года дендропарку было присвоено современное название, а также была заложена на улице Менделеева липовая аллея, названная именем Рутто.
Существующая липовая аллея на проспекте Октября высажена 20-летними крупномерными деревьями, взятыми из дендропарка 65—70 лет назад при проведении там рубок ухода. Аллея тянется от остановки «Город Галле» до остановки «Госцирк», и на данный момент насчитывает 680 деревьев.
12 мая 2018 года была произведена посадка 400 саженцев сосны на месте вырубки.
В марте 2020 года стало известно о планах реконструкции дендропарка частными инвесторами.

## Настоящее время
Сегодня дендропарк представляет собой заброшенный и в целом неблагоустроенный лесной массив. Отсутствуют скамейки и урны. Дорожки были выложены из бетонных плит, однако со временем их частично убрали полностью. Центральный дендрарий на данный момент полностью уничтожен. Привезённые акации практически полностью вырублены.
Восточная часть обнесена ограждением коттеджного посёлка, южная — ограждением санатория «Зелёная роща». Ранее через дендропарк была пешеходная тропа на Лысую гору.

## Примечание
1. ↑  Э. Х. Волкова, Р. Р. Султанова. Экологическая оценка роста липы мелколистной на территории города Уфы // Вестник БГАУ. — Уфа: Башкирский государственный аграрный университет, 2017. — № 4 (44). — С. 101—105. — ISSN 1684-7628. Архивировано 27 октября 2020 года.
2. ↑  Министерство лесного хозяйства Республики Башкортостан. forest.bashkortostan.ru. Дата обращения: 1 июня 2020. Архивировано 25 января 2020 года.
3. ↑  Два дендропарка Уфы благоустроят частные инвесторы. www.bashinform.ru (4 марта 2020). Дата обращения: 1 июня 2020. Архивировано 18 апреля 2020 года.